# Taboo (Leon Faun)
Taboo è un singolo del rapper italiano Leon Faun pubblicato il 12 settembre 2019.

## Video musicale
Il videoclip è stato pubblicato in concomitanza della pubblicazione del singolo, vanta la direzione di Thaevil.

## Tracce
Testi di Leon de la Vallée, musiche di Alessio Marullo.
1. Taboo – 2:10